# Al Smith
Alfred Emanuel Smith (New York, 30 december 1873 – aldaar, 4 oktober 1944) was een Amerikaans politicus. Hij was gouverneur van New York. In 1928 was hij de Democratische presidentskandidaat.

## Levensloop
Smith groeide op in Manhattan. Zijn moeder had een Ierse achtergrond en zijn vader had Duits-Italiaanse wortels. Op zijn dertiende verliet hij de schoolbanken en werkte zeven jaar op een vismarkt.

### Wetgevende vergadering van New York
Op jonge leeftijd raakte hij betrokken bij Tammany Hall, een belangrijke organisatie binnen de Democratische Partij in New York. Hij viel op als een uitstekend spreker en werd in 1904 namens de Democraten gekozen in de Wetgevende Vergadering van de staat New York. In 1911 was hij lid van de onderzoekscommissie die de brand in de Triangle Shirtwaist-fabriek onderzocht. Daarbij hadden 146 arbeiders het leven verloren. Uit het onderzoek kwam naar voren dat er bijna geen veiligheidsmaatregelen waren genomen om een brand te voorkomen en dat deze fabriek geen uitzondering was. In veel fabrieken werkten arbeiders in zeer onveilige omstandigheden. Als gevolg van het rapport van de commissie voerde de staat New York veel strengere eisen in om de kans op ongelukken te voorkomen. Smith verkreeg daardoor de reputatie van een progressief politicus die opkwam voor de werkende klasse. In 1911 en 1913 hadden de Democraten tweemaal de meerderheid in de Wetgevende Vergadering en kozen Smith als voorzitter van het staatsparlement.

### Gouverneur van New York
Met succes stelde Smith zich in 1918 verkiesbaar voor het gouverneurschap en werd gekozen. In 1919 nam hij in een beroemd geworden toespraak (“A man as low and mean as I can picture”), waarin hij afstand nam van partijgenoot en mediamagnaat William Randolph Hearst. Hearst had hem verweten dat door zijn toedoen kinderen stierven, omdat hij de melkprijs niet liet zakken. In 1920 werd Smith weggestemd als gouverneur, maar twee jaar later met succes herkozen. Tijdens de campagne van 1922 verklaarde hij zich een tegenstander van de drooglegging. Na zijn herverkiezing bood hij in zijn ambtswoning in Albany alcohol aan. Ook maakte hij een einde aan de drooglegging in New York. Met hulp van Frances Perkins voerde hij een aantal sociale hervormingen door, zoals de mogelijkheid voor vrouwen om een pensioen op te bouwen.

### Presidentsverkiezingen 1924
Tijdens de Democratische Partijconventie had Smith een goede kans om gekozen te worden als de Democratische presidentskandidaat. Franklin Delano Roosevelt nomineerde hem. Zijn belangrijkste tegenstander was de Californische senator William Gibbs McAdoo, schoonzoon en oud-minister van Woodrow Wilson, die de drooglegging steunde en kon rekenen op de steun van de meer agrarische staten en van de Ku Klux Klan. De partij kon niet kiezen. Na honderd stemmingen werd de conclusie getrokken dat geen van beide kandidaten twee derde van de stemmen zou halen. De partij koos daarom voor de relatief onbekende John W. Davis uit West Virginia, die vervolgens met groot verschil de verkiezingen verloor van de Republikein Calvin Coolidge.

### Presidentsverkiezingen 1928
Vier jaar later ging het Smith een stuk beter af en werd hij zonder serieuze tegenstand gekozen als de Democratische presidentskandidaat. Hij nam het tijdens de algemene verkiezingen op tegen de Republikein Herbert Hoover, die door de sterke economische groei van de laatste jaren de wind in zeilen had. Smith was de eerste Rooms-katholieke presidentskandidaat, maar dat werkte niet in zijn voordeel. Velen vreesden dat hij op de eerste plaats verantwoording schuldig zou zijn aan de paus en dat daardoor de grondwet mogelijk ondermijnd zou kunnen worden. Zijn nauwe banden met Tammany Hall maakte hem bovendien gevoelig voor beschuldigingen van corruptie. Als laatste viel zijn tegenstand tegen de drooglegging niet goed in veel Zuidelijke staten.
De verkiezingen verliepen daardoor dramatisch voor Smith. Hij kreeg slechts 40 procent van de stemmen tegen 58 procent voor Hoover. Hij won in 8 staten en verloor zelfs in zijn thuisstaat New York. Als gouverneur werd hij opgevolgd door Roosevelt.

### Laatste jaren
Na zijn gouverneurschap werd Smith voorzitter van Empire State, Inc., het bedrijf dat het Empire State Building bouwde. Zijn kleinkinderen knipten op 1 mei 1931 het lint door bij de opening van de wolkenkrabber.
Tijdens Roosevelts gouverneurschap ontstond er een afstand tussen beide mannen. Tijdens de Democratische Partijconventie in 1932 werkte Smith samen met zijn oude rivalen Hearst en McAdoo tegen Roosevelt. Zij wisten te voorkomen dat hij tijdens de eerste stemmingen werd gekozen, maar de gelegenheidscoalitie viel uit elkaar toen Smith weigerde om een compromiskandidaat te vinden. Smith streefde zelf de nominatie na, maar die ging toen naar Roosevelt.
Smith zette zich nog wel in voor Roosevelt tijdens de verkiezingen, maar moest niets weten van diens New Deal. Hij werd lid van de American Liberty League, een organisatie die zich met steun van welvarende zakenmannen keerde tegen de New Deal, die volgens hen een einde maakte aan de persoonlijke vrijheid. De organisatie kreeg weinig steun en viel na twee jaar snel uit elkaar. Smiths antipathie tegen Roosevelt was zo groot dat hij in 1936 en 1940 de Republikeinen Alf Landon en Wendell Willkie steunde in hun gooi naar het presidentschap. Ondanks zijn afkeer van de president behield hij goede banden met diens vrouw Eleanor. Smith was in 1936 in Washington D.C. waarbij hij haar man fel bekritiseerde. Zij nodigde hem uit om te overnachten op het Witte Huis, maar hij weigerde beleefd om een ongemakkelijke situatie te voorkomen.
Smith overleed op 4 oktober 1944 aan de gevolgen van een hartaanval.
- Bibsys: 90591769
- Bibliothèque nationale de France: cb104173655 (data)
- CiNii: DA05246256
- Gemeinsame Normdatei: 118797654
- International Standard Name Identifier: 0000 0001 0970 4643
- Library of Congress Control Number: n50016436
- MusicBrainz: de35a6d1-2160-4c6b-9cb9-6dfebc0576da
- National Archives and Records Administration: 10581623
- Nationale bibliotheek van Australië: 35505226
- Nationale Bibliotheek van Israël: 987007296237705171
- Nederlandse Thesaurus van Auteursnamen: 071292128
- SNAC: w6427mg4
- Système universitaire de documentation: 081855745
- Trove: 977549
- Virtual International Authority File: 50466729
- WorldCat: E39PBJbM9Y4K4j764VGbc3DQbd